# This Is Love
This Is Love – utwór greckiej piosenkarki Dimitry „Demy” Papadei wydany w formie singla 6 marca 2017 roku pod szyldem Panik Records. Utwór skomponował i wyprodukował Dimitris Kontopulos, natomiast tekst napisali Romy Papadea i John Ballard.
W styczniu 2017 roku ogłoszono, że zostanie zorganizowany konkurs na piosenkę dla Demy, wybranej na reprezentantkę Grecji w 62. Konkursie Piosenki Eurowizji organizowanym w Kijowie. 6 marca odbył się finałowy koncert, podczas którego utwór „This Is Love” zdobył największe poparcie telewidzów oraz jurorów (w stosunku głosów 70:30), dzięki czemu został eurowizyjną propozycją dla Demy. Numer zostanie wykonany przez piosenkarkę 9 maja w pierwszym półfinale Konkursu Piosenki Eurowizji jako dziesiąty w kolejności.
12 marca 2017 roku ukazał się oficjalny teledysk do piosenki, za którego reżyserię odpowiadał Jiannis Papadakos. W kwietniu premierę miała greckojęzyczna wersja utworu – „Oso zo”.

## Lista utworów
Digital download
1. „This Is Love” – 3:06

## Notowania na listach przebojów
| Kraj   | Lista (2017) | Najwyższe miejsce |
| ------ | ------------ | ----------------- |
| Grecja | Top 20       | 10                |